# Patricia McPherson
Patricia McPherson (* 27. listopadu 1954, Oak Harbor, Washington, USA) je americká herečka. Je známá ze seriálu Knight Rider jako Bonnie Barstow – KITTova mechanička.

## Filmografie
- 2009 – Warehouse 13 – seriál
- 1990 – Aftershock
- 1987 – Star Trek: Nová generace – seriál
- 1986 – Matlock – seriál
- 1986 – Starman – seriál
- 1985 – MacGyver – seriál
- 1985 – Prime Risk
- 1984 – Concrete Beat – seriál
- 1984 – To je vražda, napsala – seriál
- 1982 – Knight Rider (kromě 2. série, seriál) – role: Bonnie Barstow
- 1981 – Dynastie – seriál
- 1980 – V roli kaskadéra